# Smerinthinae
Smerinthinae reprezintă o subfamilie de molii din familia Sphingidaelor, ordinul Lepidoptera.

## Taxonomie
Subfamilia este împărțită în următoarele triburi:
- Tribul Ambulycini
- Tribul Smerinthini
- Tribul Sphingulini